# Ростислав Стратимирович
Ростислав Стратимирович е български първенец от 17 век, претендиращ, че произхожда от царската династия на Шишмановци, от клона на Срацимировци. Основоположник е на руския дворянски род Савелиев-Ростиславич. Един от водачите на т. нар. Второ търновско въстание, избухнало през 1686 година.
Единствените данни за Ростислав Стратимирович са почерпени от една статия на руския писател Николай Елагин, публикувана през 1847 година в Петербургския вестник Северная пчела. Публикацията обаче е изградена върху данни от семейния архив на друг руски писател и известен псевдоисторик – Николай Савелиев-Ростиславич, който се определя сам като пряк потомък на Ростислав.
Според статията Ростислав Стратимирович, представящ се за потомък на цар Иван Срацимир, участвал във втората половина на 17 век в подготовка на антиосманско въстание с център старата българска столица Търново. По тази причина той бил изпратен в Москва, където да потърси помощ и подкрепа за въстанието. В руската столица той привлякъл интереса на патриарх Йоаким Московски, който му признал статута на „търновски княз“ и му обещал щедра подкрепа. Споразумението между двамата било скрепено с годежа на българския престолонаследник за племенницата на патриарха – Мария Владимировна Дубровска. Паралелно патриархът ангажирал за каузата и брата на Ростиславовата годеница – Савелий Дубровски. Той бил изпратен в Цариград, където да проведе преговори с висшия клир и османските власти. Подгонен от разярена мюсюлманска тълпа обаче, той трябвало да се спаси с бягство от града.
По същото време поради предателството на един търновски грък, въстанието трябвало да избухне по-рано от предвиденото, още преди завръщането на Ростислав от Русия. Когато той пристигнал градът вече бил подложен на опустошение и въстаниците се изтеглили от „Търновския кремъл“ към Габровския Балкан. Там 4000-ият отряд на ранения Ростислав Стратимирович се срещнал с наброяващата 400 души група на Савелий Дубровски. Начело с двамата водачи въстаниците били принудени да започнат изтегляне към София, в чийто околности били окончателно разбити. Полумъртви двамата водачи били отнесени в Рилския манастир, където благодарение на грижите на монасите се възстановили и тайно отпътували за Москва.
В Русия Ростислав Стратимирович се оженил за Мария Дубровска и с ходатайството на патриарха получил имението Толочаново в Смоленска губерния, влизайки по този начин в редиците на руското дворянство. От брака им бил роден син на име Савелий, който поставил началото на помешчикския род Савелиев-Ростиславич.
Легендарният характер на статията в Северная пчела кара много изследователи да се съмняват в нейната достоверност и да считат събитията в Търново за „красива легенда“, обслужваща политическите интереси на Русия през 19 век. Но въстанически действия в този регион очевидно има, тъй като османски документи свидетелстват за бунтовни вълнения в Търновско с център Арбанаси по същото време. Според тях именно след 1686 година по сигнал за бунтовни действия турска войска обградила Арбанаси, обезоръжила населението и накарала всички семейства, от които липсвали техни членове да платят голям откуп за да не бъдат разорени. Като че ли се очертава мнението, че подготовка на Второто търновско въстание наистина е имало, но негов център не е бил Търново, а близкото село Арбанаси и дори да е избухнало, то е било в мащаби много по-скромни от приписваните му. Със сведенията за Ростислав Стратимирович може да се свърже и информацията за т.нар. Марино въстание от 1700 година, отново с център Арбанаси.